# 洪基
洪基（홍기，1916年3月3日—2004年7月20日），是第10任韓國總統崔圭夏的夫人。

## 生平
洪基於1916年3月3日在日治朝鮮忠淸北道忠州市周德邑出生，為南陽洪氏漢學家家族的後代，在家塾學習漢文，沒有接受正規教育。其爺爺與崔圭夏的爺爺熟稔，兩人亦於1935年11月成婚。洪基為一典型持家者，堅持自行處理家務而不聘請家傭，且在洗衣服方面亦是自己親自用手洗。在家庭開支方面，也是由洪基親自管理賬目。
洪基於1979年10月27日至12月5日期間為代理總統夫人，並於12月6日正式成為韓國總統夫人。但由於全斗煥的軍事介入，令丈夫崔圭夏的任期僅僅維持八個月便被逼下台，而洪基作為第一夫人的任期總計亦未到一年。在任期間，她保持平民、樸素的風範，亦被評價為具有傳統婦德的女性。她曾在記者訪問她作為總統夫人的活動構想時，在青瓦臺相關人士改變了話題，介紹說總統夫人親自醃製了青瓦臺所有的泡菜後，這時她本人才自豪地回答「親自醃製了30棵泡菜」。實際上，她任總統夫人期間，除了帶頭支援養老院和保育院外，並沒有對外活動。
然則，其身邊的人評價她擁有不亞於男性的剛烈性格。1981年，她在全斗煥的就職典禮上，被拍攝到甩掉丈夫遞給他的宣傳冊信封，亦在全斗煥與貴賓握手時沒有從座位上站起來，也拒絕與全斗煥握手。
洪基於1997年患上阿茲海默症，此後崔圭夏從旁悉心照顧她。2004年7月20日，洪基於首爾鍾路區梨花洞盆唐大學校病院病逝，終年88歲。其後，她在國立大田顯忠院下葬，其夫亦在兩年後病逝，同樣於大田顯忠院下葬。

## 家庭
與丈夫育有兩子一女。
- 長子：崔胤弘（최윤홍，1943年－）
- 次子：崔鍾晳（최종석，1951年－）
- 女儿：崔鍾惠（최종혜，1953年－）